# Лауперат
Лауперат (њем. Lauperath) општина је у њемачкој савезној држави Рајна-Палатинат. Једно је од 235 општинских средишта округа Ајфелкрајс Битбург-Прим. Према процјени из 2010. у општини је живјело 117 становника. Посједује регионалну шифру (AGS) 7232258.

## Географски и демографски подаци
Лауперат се налази у савезној држави Рајна-Палатинат у округу Ајфелкрајс Битбург-Прим. Општина се налази на надморској висини од 490 метара. Површина општине износи 5,8 km². У самом мјесту је, према процјени из 2010. године, живјело 117 становника. Просјечна густина становништва износи 20 становника/km².